# 馬西屏
馬西屏（1955年12月24日—）台灣資深媒體人、记者、作家及电视評論員。現任康寧大學副校長、中華民國橋藝協會理事長、國際橋藝基金會董事長。父親為中華民國空軍將軍，空軍官校第28期畢業。

## 生平
馬西屏就讀於臺灣省立屏東高級中學、國立台灣大學圖書館學系學士，后在淡江大學中國大陸研究所获碩士学位。
入伍服役於中華民國陸軍步兵第二二六師；1983年成为《中央日報》记者直至成为副总编辑，后出任台灣商務印書館總編輯，1995年后在中國文化大學兼任讲师，最多时曾同时在中國文化大學、世新大學、華梵大學开设课程。
马西屏是東森新聞台谈话性节目《關鍵時刻》的重要來賓，最多一天参加7场节目，後因健康原因控制在每天4场以下。2014年底因罕見病因：「自體免疫」攻擊自己心臟造成的炎症反應，進入台北振興醫院進行心臟手術，術後在加護病房療養長達19天，經數月療養。2015年3月中旬回到《關鍵時刻》繼續擔任固定來賓。2016年9月又因為肛門瘻管切除手術而暫告別螢幕。

## 出版作品

### 著作
| 年份           | 書籍名稱                                   | 出版社                     |
| -------------- | ------------------------------------------ | -------------------------- |
|                | 《別鬧了，登輝先生：12位關鍵人物談李登輝》 | 天下文化（與陸鏗採訪記錄） |
|                | 《百分之九十的祕密》                       | 時周文化                   |
|                | 《網路情書》                               | 平安文化                   |
|                | 《誰識馬英九》                             | 天下文化                   |
|                | 《標題、飆題》                             | 三民書局                   |
|                | 《王任遠司法六年回憶錄》                   | 傳記文學出版社             |
|                | 《外丹功祖師爺：一代奇人張志通傳》         | 臺灣商務印書館             |
|                | 《短評花園：短文寫作技巧及示例》           | 臺灣商務印書館             |
|                | 《圍棋風雲錄》                             | 理藝出版社                 |
|                | 《天生棋才：張栩的故事》                   | 平安文化                   |
|                | 《力挽狂瀾》                               | 正中書局                   |
|                | 《一頁一人間》                             | 香海文化                   |
|                | 《一頁又人間》                             | 香海文化                   |
|                | 《新聞採訪與寫作》                         | 五南圖書出版公司           |
|                | 《文字追趕跑跳碰：如何製作漂亮標題》       | 三民書局                   |
| 2010年11月出版 | 《紅面棋王：周俊勳化棋為愛的傳奇故事》     | 平安文化                   |
| 2019年10月出版 | 《穿雲：崇蘭里的故事》                     | 環球七福廣告有限公司       |

## 所获奖项
| 年份   | 獲提名 | 獎項                                                              | 結果 |
| ------ | ------ | ----------------------------------------------------------------- | ---- |
| 1986年 |        | 吳舜文新聞獎助基金會 第一屆吳舜文新聞獎                           | 獲獎 |
| 1987年 |        | 行政院金鼎獎新聞報導獎                                            | 獲獎 |
| 1989年 |        | 台北市新聞記者公會 第二屆社會光明面新聞報導獎                     | 獲獎 |
| 1991年 |        | 曾虛白先生新聞獎基金會 曾虛白先生公共服務報導獎                   | 獲獎 |
| 2007年 |        | 文藝獎章                                                          | 獲獎 |
| 2010年 |        | 周大觀文教基金會 全球熱愛生命文學獎章                             | 獲獎 |
| 2011年 |        | 第一屆屏東眷村十大傳奇人物                                        | 獲獎 |
| 2012年 |        | 公益信託星雲大師教育基金 第二屆全球華文文學星雲獎報導文學類第三名 | 獲獎 |
| 2012年 |        | 國立屏東高中第十五屆傑出校友                                      | 獲獎 |

## 參與節目
- 東森新聞台《關鍵時刻》來賓